# Disneymania 5
DisneyMania 5 to piąta płyta z serii DisneyMania. Była wydana 27 marca 2007 roku. Na albumie zaśpiewało pięć gwiazd filmu High School Musical: Vanessa Hudgens, Lucas Grabeel, Ashley Tisdale, Corbin Bleu i Drew Seeley (który śpiewał za Zaca Efrona)
. Wystąpiły na nim również inne gwiazdy związane z Disneyem.

## Lista piosenek
1. Miley Cyrus – "Part of Your World" (Mała Syrenka) – 2:34
2. Corbin Bleu – "Two Worlds" (Tarzan) – 3:34
3. The Cheetah Girls – "So This Is Love" (Kopciuszek) – 3:39
4. Jonas Brothers – "I Wanna Be Like You" (Księga dżungli) – 2:44
5. Jordan Pruitt – "When She Loved Me" (Toy Story 2) – 3:19
6. Ashley Tisdale – "Kiss the Girl" (Mała Syrenka) – 3:24
7. T-Squad – "The Second Star to the Right" (Piotruś Pan) – 2:50
8. Hayden Panettiere – "Cruella de Vil" (101 dalmatyńczyków) – 3:15
9. Vanessa Hudgens – "Colors of the Wind" (Pocahontas) – 3:58
10. Lucas Grabeel – "Go the Distance" (Herkules) – 3:48
11. B5 – "The Siamese Cat Song" (Zakochany kundel) – 3:07
12. Everlife – "Reflection" (Mulan) – 3:42
13. The Go-Go’s – "Let's Get Together" (The Parent Trap) – 2:37
14. Keke Palmer – "True to Your Heart" (Mulan) – 3:22
15. Drew Seeley – "Find Yourself" (Auta) – 3:21

## Single
1. "The Second Star to the Right" – T-Squad
2. "So This Is Love" – The Cheetah Girls
3. "Colors of the Wind" – Vanessa Hudgens
4. "I Wanna Be Like You" – Jonas Brothers
5. "Kiss the Girl" – Ashley Tisdale
6. "Go the Distance" – Lucas Grabeel

## Teledyski
1. "So This is Love" The Cheetah Girls
2. "Kiss The Girl" Ashley Tisdale
3. "The Second Star To The Right" T-Squad
4. "I Wanna Be Like You" Jonas Brothers
5. "Fly to Your Heart" Selena Gomez